# کتابخانه ملی تاجکستان
کتابخانهٔ ملی تاجکستان یک مؤسسهٔ دولتی و فرهنگی در کشور تاجیکستان است. این کتابخانه در ۲۰ مارس سال ۲۰۱۲ میلادی به‌جای کتابخانهٔ دولتی به نام ابوالقاسم فردوسی در دوشنبه تأسیس شده است.